# MOBILedit
MOBILedit Forensic é um produto de forense digital da Compelson Labs que pesquisa, examina e relata dados de dispositivos de telefone celular GSM/CDMA/PCS. O MOBILedit se conecta a dispositivos de telefone celular por meio de uma porta de infravermelho (IR), um link Bluetooth, Wi-Fi ou uma interface de cabo. Após estabelecer a conectividade, o modelo do telefone é identificado pelo fabricante, número do modelo e número de série (IMEI) e com uma imagem do telefone correspondente.
Os dados adquiridos de dispositivos de telefone celular são armazenados no formato de arquivo .med. Após uma aquisição lógica bem-sucedida, os seguintes campos são preenchidos com dados: informações do assinante, especificações do dispositivo, agenda, lista telefônica SIM, chamadas perdidas, últimos números discados, chamadas recebidas, caixa de entrada, itens enviados, rascunhos, pasta Arquivos. Os itens presentes na pasta Arquivos, que variam de arquivos gráficos a fotos da câmera e tons, dependem dos recursos do telefone. Recursos adicionais incluem o serviço myPhoneSafe.com, que fornece acesso ao banco de dados IMEI para registrar e verificar telefones roubados.
O MOBILedit é uma plataforma que funciona com uma variedade de telefones e smartphones (uma lista completa de aparelhos compatíveis está disponível no site do fabricante) e explora o conteúdo do telefone por meio de uma estrutura de pastas semelhante ao MS Outlook. Isso permite fazer backup das informações armazenadas no telefone, armazená-las em um PC ou copiar dados para outro telefone através do recurso Copiadora do Telefone.